# Volxhaus
Das Volxhaus (vorher Volkshaus und slowenisch Ljudski dom, ehemals Verlags- und Druckereigebäude „Volkswille“) ist ein Veranstaltungsgebäude in Klagenfurt, das ursprünglich als Druckerei- und Zeitungsverlagsgebäude des KPÖ-Organs Volkswille errichtet wurde. Das Gebäude ist per Bescheid denkmalgeschützt.
Das Gebäude wurde 1948 oder 1949 als Druckerei- und Verlagsgebäude des 1945 entstandenen Volkswillen errichtet. Die Architektin war Margarete Schütte-Lihotzky, die zumeist mit der Frankfurter Küche verbunden wird. Nachdem der Volkswille eingestellt wurde, wird das Gebäude in der Nähe des Bahnhofes heute durch die KPÖ als Veranstaltungsgebäude genützt.
Mitte 2015 wurde das Veranstaltungsbereich von dem gemeinnützigen Verein Veranstaltungs- und Kulturzentrum Volxhaus übernommen. Bis 2022 fanden mehrere hundert Veranstaltungen statt, unter anderem Theatervorstellungen, Filmvorführungen, Ausstellungen, Kabarett und Konzerte mit Bands wie Russkaja oder Wanda. 
Seit 2023 beherbergt das Gebäude das interkulturelle Veranstaltungszentrum iKULT, das vor allem slowenischsprachiges Kulturprogramm bietet und die Stammbühne des slowenischsprachigen Theaterensembles Rampa ist.